# De Papalagi
De Papalagi (Duits: Der Papalagi) is een imaginair reisverhaal dat zogenaamd geschreven werd door de Samoaanse hoofdman Tuiavii uit Tiavea. Het boek werd voor het eerst in 1920 gepubliceerd in Duitsland door de schrijver Erich Scheurmann in de vorm van een reisverslag van een Samoaan die met een groep etnologen door Europa reisde, en de westerse samenleving door zijn Oost-Aziatische 'bril' bekeek. Deze vorm van fictie maakt het mogelijk om kritiek te leveren op de maatschappij van Scheurmanns tijd. 
Scheurmann (1878-1957) had zelf in West-Samoa gewoond, dat tot 1915 een Duitse kolonie was. Daardoor kon hij authentiek-Samoaanse elementen in zijn boek opnemen om het geloofwaardig te maken. Zo is 'Papalagi' inderdaad een Samoaans woord dat 'de witte', 'de vreemde' of 'de hemeldoorbreker' zou betekenen. 'Tuiavii' is in werkelijkheid niet een naam, maar een titel voor 'hoofdman'. 
De Papalagi werd door zijn intelligente, quasi-naïeve maatschappijkritiek een succesvol boek, dat in een tiental talen vertaald werd, in 1929 ook het eerst in het Nederlands. Einde jaren zestig werd het herontdekt door de hippiebeweging, waardoor het de status van een cultboek kreeg. In 1969 werd het opnieuw gepubliceerd door de alternatieve stencil-uitgeverij De Vlijtige Vlieg (Antwerpen). In Nederland verschenen er in de jaren zeventig vijf uitgaven van, o.a. een geïllustreerde versie door Joost Swarte (1975).